# گیرمو فاریناس

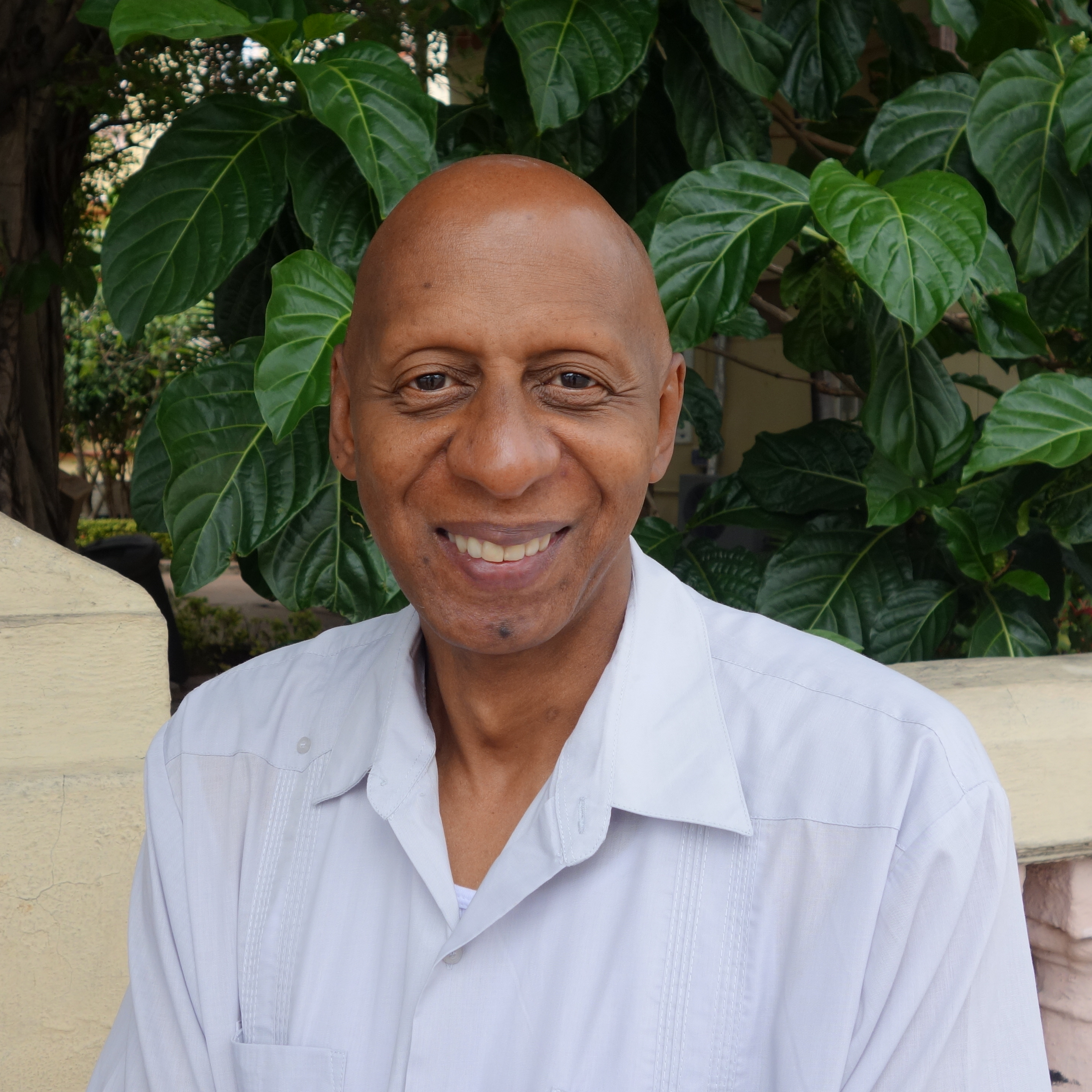

گیرمو فاریناس زاده ۳ ژانویه ۱۹۶۲ روان‌شناس اهل کوبا، روزنامه‌نگار مستقل و مخالف حکومت کمونیستی کوبا است.

## اعتصاب غذا
فاریناس در اعتراض به سیاست‌های دولت کمونیستی کوبا حدود ۲۳ بار اعتصاب غذا کرده‌است.

### سال ۲۰۱۰
گیرمو فاریناس از ۲۴ فوریه ۲۰۱۰ در اعتراض به مرگ اورلاندو زاپاتا یکی دیگر از ناراضیان سیاسی که در اثر اعتصاب غذا جان خود را ازدست داد، اعتصاب غذا کرده بود.
پس از اعلام خبر آزادی ۵۲ زندانی سیاسی از سوی دولت کوبا، فاریناس به اعتصاب غذای خود پایان داد. او به مدت ۱۳۰ روز از خوردن غذا خودداری کرد و به شدت ضعیف شده و در آستانه مرگ بود.

### سال ۲۰۰۶
در سال ۲۰۰۶ او در اعتراض به سانسور اینترنت در کوبا، به مدت ۷ ماه اعتصاب غذا کرد و در پاییز این سال اعتصاب غذای خود را به دلیل مشکلات جدی که برای سلامتی‌اش پیش آمد، شکست. کار او مورد توجه جهانی قرار گرفت و گزارش‌گران بدون مرز، جایزه آزادی سایبر را در سال ۲۰۰۶ به او داد.

## واکنش دولت
دولت کوبا داشتن زندانی سیاسی را رد کرده و می‌گوید که افراد زندانی مزدوران آمریکا هستند که در ازای گرفتن پول می‌خواهند نظام سیاسی کشور کوبا را به خطر بیندازند.
در اقدامی غیرمتعارف از سوی دولت کوبا، اخبار مربوط به وضعیت جسمی این فعال سیاسی در روزنامه گرانما، روزنامه رسمی حزب کمونیست کوبا منتشر شده‌است.
از ناراضیان کوبایی معمولاً در جراید دولتی نام برده نمی‌شود ولی هدف از مقاله روز شنبه نشریه گرانما ظاهراً این بوده که اگر گیرمو فاریناس در اثر اعتصاب غذا در گذشت بتوان از انتقادات بین‌المللی جلوگیری کرد.